# Hesperocosa
Hesperocosa unica es una especie de araña araneomorfa de la familia Lycosidae. Es el único miembro del género monotípico Hesperocosa. Es originaria de Estados Unidos donde se encuentra en Arizona, Nuevo México y Texas.